# Костичі
Ко́стичі — село в Україні, в Інгульській сільській громаді Баштанського району Миколаївської області. Населення становить 923 особи.

## Населення
Згідно з переписом УРСР 1989 року чисельність наявного населення села становила 674 особи, з яких 298 чоловіків та 376 жінок.
За переписом населення України 2001 року в селі мешкало 940 осіб.

### Мова
Розподіл населення за рідною мовою за даними перепису 2001 року:
| Мова       | Відсоток |
| ---------- | -------- |
| українська | 55,25 %  |
| російська  | 4,98 %   |
| молдовська | 2,06 %   |
| болгарська | 0,11 %   |
| інші       | 37,60 %  |

## Історія
Колишній орган місцевого самоврядування — Костичівська сільська рада.

## Постаті
- Вандровський Микола Вікторович (1993—2022) — капітан Збройних Сил України, кавалер орденів «За мужність» ІІ і ІІІ ступеня, учасник російсько-української війни.